# Джон Бодкін Адамс
Джон Бо́дкін А́дамс (англ. John Bodkin Adams; 21 січня 1899 — 4 липня 1983) — британський лікар і серійний вбивця.
Народився 21 січня 1899 року в місті Рандалстаун, Північна Ірландія. Батьки були членами секти Плімутські брати.
Розслідування розкрило 163 випадки смерті пацієнтів за загадкових обставин, особливо, після передозування морфію чи барбітуратів.. Жертвами Адамса були жінки. Помер 4 липня 1983 року в місті Істборн, Англія.

## Виноски
1. 1 2  Cullen, Pamela V., A Stranger in Blood: The Case Files on Dr John Bodkin Adams, London, Elliott & Thompson, 2006, ISBN 1-904027-19-9

## Книги
- Sybille Bedford, The Trial of Dr. Adams. Grove Press, 1958
- Pamela V. Cullen, A Stranger in Blood: The Case Files on Dr John Bodkin Adams, London, Elliott & Thompson, 2006, ISBN 1-904027-19-9
- Patrick Devlin, Easing the passing: The trial of Doctor John Bodkin Adams, 1986
- Rodney Hallworth, Mark Williams, Where there's a will… The sensational life of Dr John Bodkin Adams, 1983, Capstan Press, Jersey ISBN 0-946797-00-5
- Percy Hoskins, Two men were acquitted: The trial and acquittal of Doctor John Bodkin Adams, 1984
- John Surtees, The Strange Case of Dr. Bodkin Adams: The Life and Murder Trial of Eastbourne's Infamous Doctor and the Views of Those Who Knew Him, 2000